# MTV Movie Award a legjobban öltözött színésznek
Ez a szócikk az MTV Movie Award a legjobban öltözött színésznek járó díj díjazottjainak listáját tartalmazza. A kategóriában eddig 2001-ben és 2002-ben került átadásra díj.
| Év   | Színész Film                    | Jelöltek |
| ---- | ------------------------------- | --- |
| 2001 | Jennifer Lopez A sejt           | Kate Hudson - Majdnem híres Elizabeth Hurley - A bájkeverő Lucy Liu - Charlie Angyalai Samuel L. Jackson - Shaft                                                                                 |
| 2002 | Reese Witherspoon Doktor Szöszi | Thora Birch - Tétova tinédzserek George Clooney - Ocean’s Eleven – Tripla vagy semmi Will Ferrell - Zoolander, a trendkívüli Britney Spears - Álmok útján Ben Stiller - Zoolander, a trendkívüli |